# Juling Shen

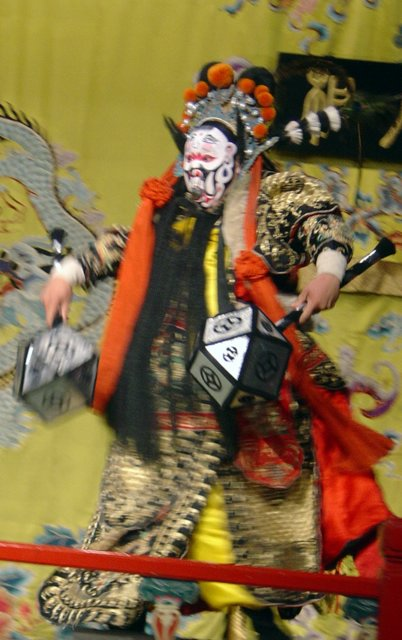
Juling Shen retratado na ópera de Pequim Havoc in Heaven.

Juling Shen é um deus gigantesco do rio na mitologia chinesa. Ele é geralmente associado ao Rio Amarelo.

## Dividindo o Monte Hua
Diz-se que Juling Shen dividiu o Monte Hua em duas metades com as mãos e os pés para que o Rio Amarelo pudesse fluir para o leste. Uma metade se tornou o Monte Hua; a outra, o Monte Shouyang no leste.  
Esta lenda aparece na "Rapsódia da Capital Ocidental" de Zhang Heng. Em Comentário sobre o Clássico da Água, Li Daoyuan cita uma passagem do Guoyu, muito anterior, que descreve a mesma história. No entanto, essa citação não se encontra na versão existente do Guoyu. É possível que Li estivesse, na verdade, citando outro texto antigo, Contos Antigos. 

## EmJornada para o Oeste
No romance Jornada para o Oeste, da dinastia Ming, Juling Shen é um dos primeiros generais enviados pelo Imperador de Jade para capturar o Rei Macaco. Ele é facilmente derrotado por este. O comandante do exército celestial, Li Jing, quer decapitá-lo pela derrota, mas o poupa após a intervenção de Nezha. 
Na ópera de Pequim Havoc in Heaven, com base neste episódio, Juling Shen é muito desajeitado em seus movimentos. 